# 규탄야키

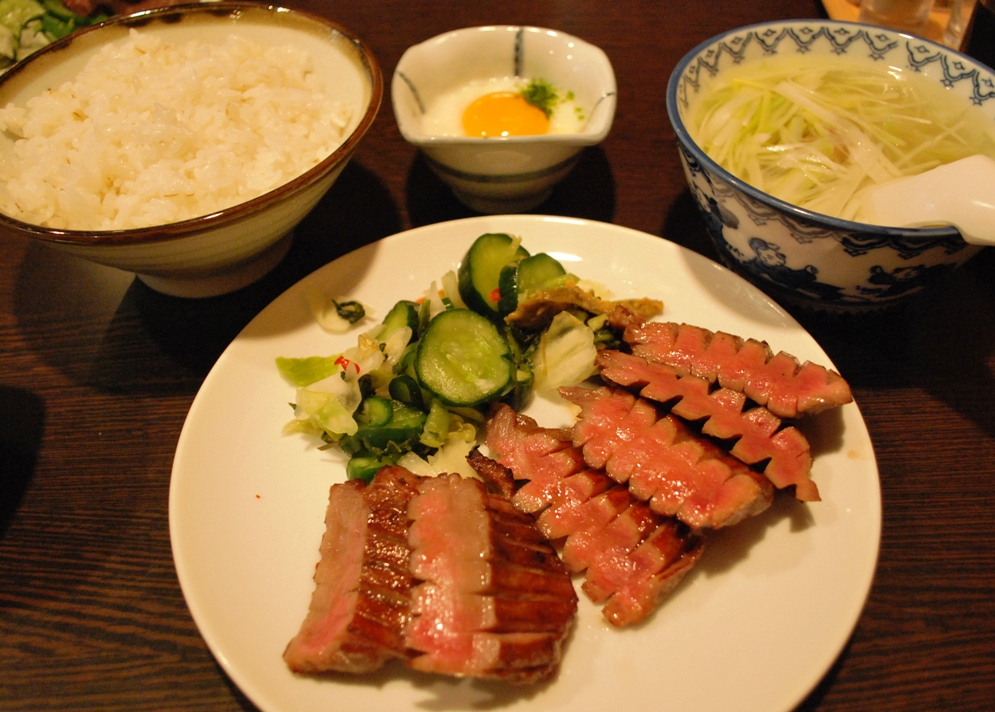
규탄 정식

규탄야키(일본어: 牛タン焼き) 또는 센다이 규탄야키(일본어: 仙台牛タン焼き)는 일본 미야기현 센다이시에서 시작된 우설 요리다. 일본 밖에서는 일본어로 "우설"을 뜻하는 규탄(일본어: 牛タン)으로 불리기도 한다. 제2차 세계 대전 후 서민의 외식 산업에서 발전한 것으로 센다이의 향토 요리로 알려져 있다. 약간 두껍게 자른 우설 구이, 밥 등을 함께 제공하는 규탄 정식이 일반적이다.